# Terrazzo fluviale

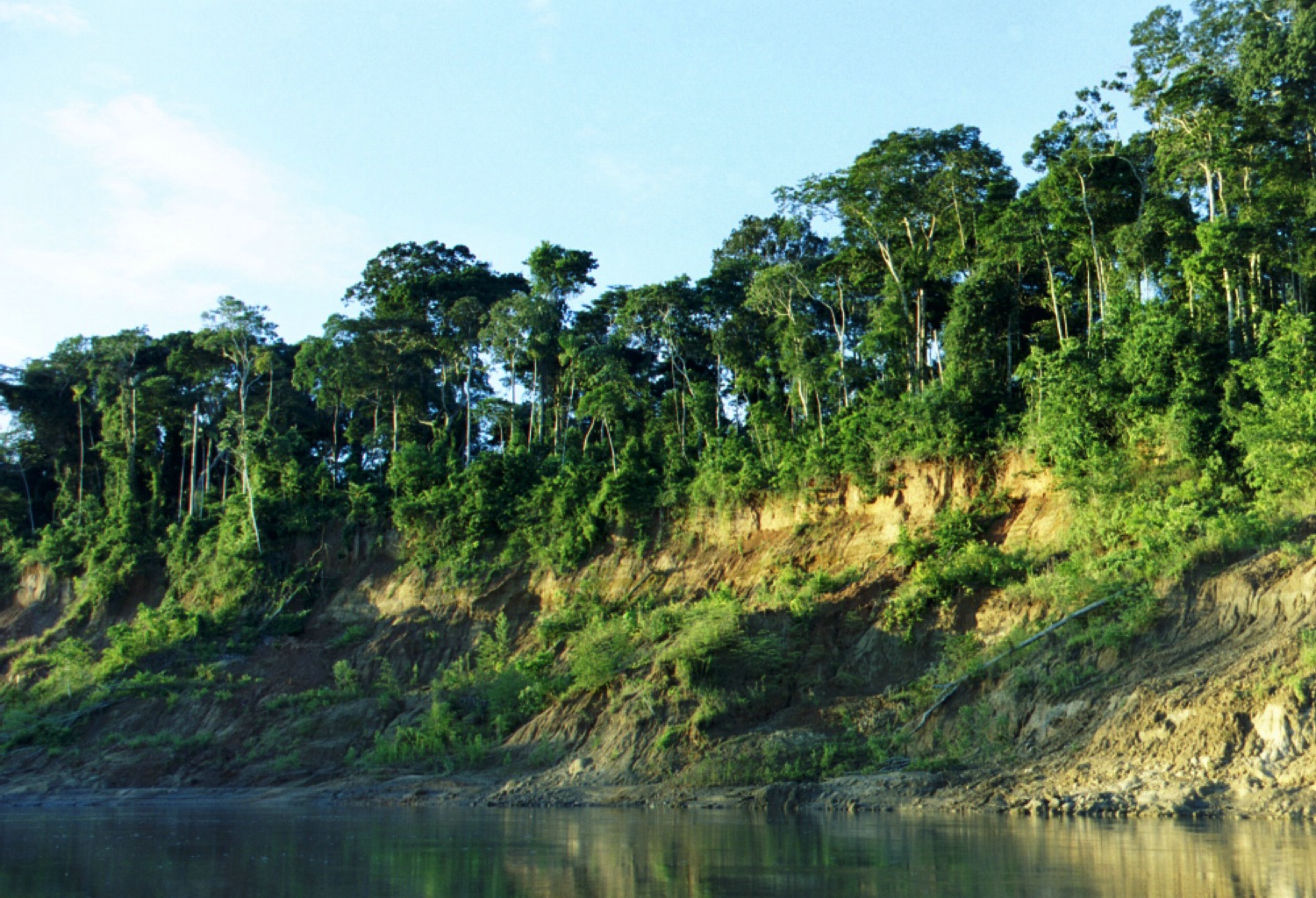
Terrazzo formato dal Rio Manu (Perù).

Un terrazzo fluviale è una superficie pianeggiante delimitata da scarpate che costituisce l'espressione di episodi più o meno prolungati di erosione da parte di un corso d'acqua.
Nell'evoluzione di un corso d'acqua lo sviluppo delle superfici terrazzate viene fatto coincidere con una fase di relativa stabilità tettonica del rilievo che consente al corso d'acqua di creare delle superfici di spianamento. Non sempre però la morfologia dei terrazzi fluviali rispecchia questo modello evolutivo: nel caso in cui il sollevamento tettonico agisca di pari passo con l'attività erosiva-deposizionale di un corso d'acqua i terrazzi che si formano hanno superfici di appoggio basale e superfici deposizionali sommitali variamente inclinate verso l'alveo e in questo caso si parla di ingrown meander.